# Andy Wilkinson
Andrew Gordon Wilkinson (ur. 6 sierpnia 1984 w Yarnfield) – angielski piłkarz występujący na pozycji obrońcy w Millwall.